# دهستان گاورود (سنقر)
دهستان گاورود نام دهستانی در بخش مرکزی شهرستان سنقر، استان کرمانشاه در ایران است. براساس سرشماری مرکز آمار ایران در سال ۱۳۸۵، جمعیت آن ۹۵۱۲ نفر (۲۱۴۹ خانوار) بوده‌است.
مرکز این دهستان روستای ده‌رضوان است.